# Власьев день
Вла́сьев день (чеш. Blažejův den) — день народного календаря у славян, приуроченный к церковной памяти святого Власия Севастийского (11 (24) февраля у православных, 3 февраля у католиков). В крестьянской культуре славянских народов Власьев день считался коровьим праздником.

## Другие названия
рус. День св. Власия, Власий, Коровий праздник, Власий — скотий бог, Власий — сшиби рог с зимы, Коровий день (воронеж.), укр. День святого Власа, бел. Аўлас, Улассе, Уласце, Улас, Мацей, Усевалад, Дзмітры, Конское свято, Бабский Влас, Властя; полес. Власье; серб. Власовдан, Говеђа слава, Празник за волове; болг. Власовден, Муканица, Влас, Власувица, Свети Влас, Власин ден, Волов запор, Волски празник, Муковден.

## Славянские обряды
Святому Власию молились о сбережении домашнего скота, о благополучии в семейной жизни и хозяйственных делах, об исцелении от болезней горла и опасности удавления костью. В XIX веке в этот день пригоняли коров к церкви, служили молебен, окропляли их святой водой и давали им есть пышки с молочной кашей, чтобы коровы были с хорошим удоем. В храм приносили коровье масло и клали в дар клиру перед иконой святого Власия. «У Власия и борода в масле», гласит народная поговорка.
Встречали[где?][когда?] Власьев день блином на сковороде, пекли пышки.
В Воронежской губернии из теста пекли «копытца»: «Это копытца назывались. Хошь из сдобного, хошь из пресного, у кого что есть из того и пекли. Эти копытца сами ели и скотине давали, чтобы не хромали коровы».
На Русском Севере в этот день в церкви после молебствия освящали ржаные караваи, которые затем скармливались скоту. «Власьев день — праздник по всем приходам на три дня и больше». За столом собирается родня как со своего села так и из соседних. Хозяйки старались коровам дать лучшего сена, да посытней пойла. При этом приговаривали: «Мамушка, голубушка, умница, добрая» — оделяли коров лаской, отчествовали Власьевными. Словом, «святой Власий, будь счастлив на гладких телушках, на толстых бычках, чтобы со двора шли — играли, а с поля шли — скакали».
В Болгарии парни совершали обходы домов односельчан, хозяевам пели песни с пожеланием благополучия, за что их одаривали.
В Российской империи существовала традиция с этого дня начинать торговлю скотом. Продавцы и покупатели считали, что под защитой «покровителя стад» выгодно совершать как покупку так и продажу скота: «Власий — не обманет, от всякой прорухи упасёт!». На «Власьевых торгах» при сделках клялись именем этого святого. Считалось, что того, кто обманет, побожившись именем святого, «скотий бог» отступается от него навсегда, и в дальнейшем его жизнь будет подвержена неудачам и болезням.
Ещё в начале XX века у русских существовал обычай[где?] для лучшего урожая «делать семенное»: после Власьева дня трижды выставлять семена на утренней заре семена на мороз, а потом подмешивать их в сеялку при посеве. Также поступали и с отборной пряжей и куделью. Считалось что от этого вся пряжа в дальнейшем станет ровнее, белее, тоньше и прочней.
У белорусов, если Власьев день совпадал с Масленицей, тогда про этот день говорили: бел. «На Аўласа бяры каўшом масла», то есть «На Власа бери ковшом масла».
У восточных славян ещё в начале XX века считалось, что «Власий — скотий бог» «сшибает с зимы рог», второй же рог сшибает Онисим Овчар 15 (28) февраля, и «зима становится безрогой», то есть, теряет свою силу.

## У неславянских народов
Праздник отмечался и финно-угорскими православными народами. В 1870-е годы в зырянских деревнях по верхней Вычегде на Власьев день в часовнях служились молебны святым Власию и Модесту (коми Медос). «В эти праздничные дни в жертву святым, то есть в пользу священника с причтом, окрестные жители сносят к часовням телячьи грудинки, ноги, головы, а иногда и целых телят». По местному преданию, праздник стал особо почитаться после следующего события:

У одной женщины муж был колдун (коми тöдысь), по имени Клим. Незадолго перед смертью он сказал своей супруге, что, когда он умрет, его следует положить в гроб лицом вниз, чтобы он ни к кому не сделал зла, но она забыла о его просьбе. Когда он умер, колдуна обмыли и положили в гроб, как обычных людей. Ровно в полночь умерший колдун вдруг встал из гроба и стал подниматься к хозяйке на полати. Хозяйка сложила пальцы для крестного знамения и стала про себя творить молитву. Рядом с печкой, в загородке находился недавно родившийся телёнок. Тогда колдун стал грызть ногу телёнка. В это время открылась дверь и вошел седой мужчина в белой одежде. Он ударил колдуна, и тогда разверзлась земля, и колдун провалился под землю. Женщина слезла с печи, поклонилась вошедшему и сказала: «Спасибо, тебе, Господи, что выручил, спас». А седой мужчина отвечает: «Я ради своего создания сюда пришел», — и показал на телёнка. Вот с тех пор и стали в Жежиме почитать праздник святого Власия.

## Образ Власия у славян
В народной традиции святой Власий — покровитель скота, «отмыкающий у коров молоко» в конце зимы.
Согласно житию, во время гонений на христиан при римском императоре Лицинии, святой Власий скрывался в пустынных местах и жил на горе Аргеос в пещере, к которой кротко подходили дикие звери, во всём подчинявшиеся Власию и получавшие от него благословение и исцеление от болезней. Покровителем скота, наряду со святыми Модестом, Мамантом и Тарасием, его считали уже в Греции. Мотив покровительства скоту отражён в иконографии святого Власия. Его иногда изображали на белом коне в окружении лошадей, коров и овец или только рогатого скота. В славянской народной традиции святого Власия звали «коровьим богом», а день его памяти — «коровьим праздником». Домашнюю скотину обычно называли «Власьевым родом», а коров нередко звали «Власьевнами».
По мнению ряда исследователей, традиционные представления о святом Власии частично восходят к образу славянского скотьего бога Волоса/Велеса. Соединение образов языческого божества и христианского святого в народном сознании вероятно способствовала звуковая близость их имён. По мнению Е. Л. Мадлевской на Руси с принятием христианства на местах языческого поклонения Волосу часто воздвигались церкви святого Власия.

## Поговорки и приметы
- Три утренника до Власия да три после Власия, а седьмой на день Власия[30].
- До Прохора старушка охала, пришёл Прохор да Влас — скоро весна у нас[31].
- Пролил Влас масла на дороги — пора зиме убирать ноги (укр. Пролив Улас олії на дороги — пора зимі вбирати ноги)[32].
- У Власия и борода в масле[33].
- «На Аўласа бяры каўшом масла» (белорус.)[10].